# Міллєнаризм
Міллєнаризм[джерело?] (лат. mille — «тисяча») — вірування релігійних, соціальних чи політичних груп, що базується на тисячолітньому циклі, в прийдешню зміну суспільного ладу, наслідком чого стане докорінна зміна речей. Міллєнаризм — це концепція, що існує в багатьох культурах та релігіях. Міленіалізм — це особливий вид християнського міллєнаризму, який часом співвідноситься з хіліазмом (гр. χῑλιάς — «тисяча»), (див. Хіліазм).

## Міленалізм
Головна стаття: міленіалізм
Однією з добре відомих форм міллєнаризму є християнська концепція Міленіалізму. Основним постулатом християнської есхатології є очікування другого пришестя Христа та встановлення панування Бога на Землі. Відповідно до дослівної інтерпретації откровення Іоанна Богослова панування Бога на Землі триватиме тисячу років і більше.
Хоча християнський міллєнаризм є одним з найбільш відомих прикладів вірування, що базується на тисячолітньому циклі, сприйняття тисячолітнього циклу як такого, що має відношення до світових змін, притаманне багатьом культурам та релігіям. До сьогодні міленіалізм не належить до якоїсь певної групи релігійних вірувань.

## Теологія
Групи міллєнаристів проголошують існуючі світові порядки корупційними, несправедливими та неправильними. Тому вони вірять, що все найближчим часом буде знищене потужною силою. Руйнівна суть існуючих порядків може змінитися не інакше, як шляхом драматичних змін.
Однак сприйняття міллєнаристських поглядів ранніми християнами засуджувалося прихильниками Лютеранства ще у 1530 році.
У сучасному світі економічні правила розцінюються як засоби гніту. Лище драматичні зміни можуть змінити світ і зрушення, що послідують за цим, принесуть спасіння тим, хто увірував. У більшості міллєнаристських сценаріїв вслід катастрофі постане новий світ, який стане винагородою віруючим.
Хоча більшість міллєнаристських угруповань є пацифістськими (див. Пацифізм), ідеї міллєнаризму розцінюються як такі, що призвели до ігнорування норм суспільної поведінки, що може спричинити внутрішнє насильство (масові суїциди у Джонстоуні) і/або зовнішні, зокрема терористичні акти, вчинені групою Аума Синеріки у Японії. Міленіалізм іноді включає віру у заздалегідь окреслену перемогу. Часом міллєнаристи тікають від суспільства, аби усамітнитися в очікуванні Господа.
Міллєнаристські ідеї характерні для поневоленого населення, наприклад Танок Духу у виконанні американських індійців у XIX столітті або культ карго, що виник у народів ізольованих тихоокеанських островів.

## Розвиток
Трансгуманізм і сингулярність мають трактуватися міллєнаристами як явища недоцільні, адже вони прискорюють встановлення біологічних та соціальних порядків, хоча жодна з цих груп при бажанні не змогла б стверджувати, що такі події невідворотні. У політиці міленіалізм розглядається як ще один із радикальних способів зміни існуючих суспільних порядків. У цьому контексті міленіалізм подібний до Апокаліпсису.